# Kordlaqān
Kordlaqān (persiska: کردلقان, چورديلان) är en ort i Iran.   Den ligger i provinsen Östazarbaijan, i den nordvästra delen av landet, 500 km nordväst om huvudstaden Teheran. Kordlaqān ligger 1 583 meter över havet och antalet invånare är 162.
Terrängen runt Kordlaqān är kuperad norrut, men söderut är den platt. Terrängen runt Kordlaqān sluttar söderut.Runt Kordlaqān är det ganska glesbefolkat, med 27 invånare per kvadratkilometer. Närmaste större samhälle är Ahar, 10,7 km sydost om Kordlaqān. Trakten runt Kordlaqān består i huvudsak av gräsmarker.